# Mečichov
Mečichov (en allemand : Metschichow) est une commune du district de Strakonice, dans la région de Bohême-du-Sud, en République tchèque. Sa population s'élevait à 286 habitants en 2020.

## Géographie
Mečichov se trouve à 13 km au nord-ouest du centre de Strakonice, à 64 km au nord-ouest de České Budějovice et à 93 km au sud-ouest de Prague.
La commune est limitée par Velký Bor et Čečelovice au nord, par Bratronice et Doubravice à l'est, par Hlupín au sud et par Horažďovice à l'ouest.

## Histoire
La première mention écrite du village date de 1539.